# Gyulakeszi
Gyulakeszi est un village et une commune du comitat de Veszprém en Hongrie.

## Géographie
La commune se situe dans l'ouest de la Hongrie, au nord du Lac Balaton. Les grandes villes les plus proches sont Keszthely à 21,05 km au sud-ouest et Veszprém à 41,07 km au nord-est. La commune est limitrophe de Tapolca, Kisapáti, Nemesgulács, et Káptalantóti.
| Tapolca  |             |              |
|          | Gyulakeszi  |              |
| Kisapáti | Nemesgulács | Káptalantóti |